# Halte de Fontainebleau - Forêt
Halte de Fontainebleau - Forêt vasúti megálló Franciaországban, Fontainebleau településen.

## Vasútvonalak
Az állomást az alábbi vasútvonalak érintik:
- Párizs–Marseille-vasútvonal

## Kapcsolódó állomások
A vasútállomáshoz az alábbi állomások vannak a legközelebb:
- Gare de Fontainebleau - Avon (Gare de Montargis, Gare de Montereau, Line R)